# Rudolf Glagow
Rudolf Glagow (* 12. Februar 1929 in Berlin; † 24. Dezember 2015 ebenda) war ein deutscher Bauingenieur, Hochschullehrer sowie Politiker (SPD) und Abgeordneter in Berlin.

## Leben
Rudolf Glagow war gelernter Zimmermann und studierte Bauingenieurwesen und Wirtschaftswissenschaften an der Technischen Hochschule Berlin. Er war zunächst Dozent an der Staatlichen Ingenieur-Akademie für Bauwesen Berlin tätig, ab 1971 als Professor an der TFH Berlin (seit 2008 Beuth Hochschule für Technik Berlin).
Rudolf Glagow war einer der Gründungsmitglieder des Neuen Berliner Kunstvereins und seit 1969 ehrenamtliches Vorstandsmitglied sowie in der Ankaufskommission. 
Er war für die SPD zunächst in den Jahren 1967 bis 1971 Mitglied der Bezirksverordnetenversammlung im Bezirk Tempelhof, anschließend Mitglied des Abgeordnetenhauses von Berlin:
- 6. Wahlperiode 1971–1975
- 7. Wahlperiode 1975–1979
- 9. Wahlperiode 1981–1985, Glagow rückte im September 1982 nach für Olaf Sund, der Präsident des Landesarbeitsamts Nordrhein-Westfalen wurde.

Er war verheiratet mit Christa Glagow; aus der Ehe stammen zwei Kinder. 